# Долишний Лужок
Долишний Лужок (укр. Долішній Лужок) — село в Дрогобычской городской общине Дрогобычского района Львовской области Украины.
Население по переписи 2001 года составляло 714 человек. Занимает площадь 5,69 км². Почтовый индекс — 82120. Телефонный код — 3244.